# Kherameh
Kherāmeh (farsi خرامه) è una città dello shahrestān di Kharameh, circoscrizione Centrale, nella provincia di Fars. Aveva, nel 2006, una popolazione di 21 683 abitanti.